# Scholastika von Perfall
Scholastika Theresia von Perfall OSB (* 1626; † 8. Oktober 1682 auf Frauenwörth) war eine deutsche Benediktinerin. Von 1660 bis 1682 war sie Äbtissin des Klosters Frauenchiemsee, das auch als Frauenwörth bezeichnet wird.

## Leben
Die Tochter des Philipp Erhard von Perfall auf Greifenberg und der Sophia, geb. von Wolfurt, kam 1641 nach Chiemsee und war lange Zeit Priorin des Klosters. Sie wurde 1660 nach dem Tod von Anna Maria Widmann zur Äbtissin gewählt. Die Feier des 900-jährigen Klosterjubiläums 1682 erlebte sie noch mit. Sie starb am 8. Oktober 1682 auf Frauenwörth und ist auf der Insel begraben.